# Čunasta kost (šaka)
Čunasta kost (lat. os scaphoideum) je kost koja se nalazi u proksimalnom redu kosti pešća, smješten najlaterlanije.   
Čunasta kost je uzglobljena na svojoj proksimalnoj površini s palčanom kosti, a na medijalnoj površini s polumjesečastom kosti i sa glavicom glavičaste kosti (lat. capitulum ossis capitati).
Distalna strana ima zglobne površine za distalni red, tj. trapeznu i trapezoidnu kost.  
Palmarna i dorzalna strana kosti služe kao hvatiše i polaziše različitih sveza (ligamenata) i mišića.